# So-Jun-Wah and the Tribal Law
So-Jun-Wah and the Tribal Law è un cortometraggio muto del 1912 diretto da Marshall Stedman.

## Produzione
Il film fu prodotto dalla Selig Polyscope Company.

## Distribuzione
Distribuito dalla General Film Company, il film - un cortometraggio di una bobina - uscì nelle sale cinematografiche statunitensi il 22 ottobre 1912. Nel Regno Unito, il film fu distribuito il 19 gennaio 1913.